# Escola Ocata
El Col·legi nacional mixt Ocata (o simplement Escola Ocata) és una escola i monument del municipi del Masnou (Maresme) protegit com a bé cultural d'interès local.

## Història

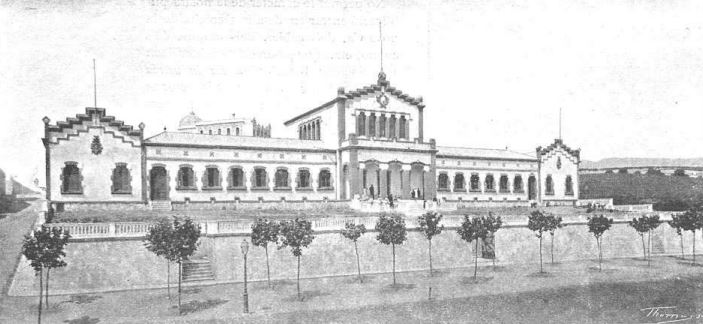
Any 1906

L'edifici és obra de l’arquitecte municipal Bonaventura Bassegoda i Amigó, autor també del Casino del Masnou, el cementiri del Masnou i alguns panteons. Les obres es van finançar amb un emprèstit municipal acordat amb els veïns, per aquesta raó el rei Alfons XIII va atorgar el títol d’Il·lustríssima Vila al Masnou l’any 1909.
Les escoles municipals van ser, finalment, inaugurades el 15 de setembre de 1905. Les classes van començar durant el curs escolar 1905–1906. L'edifici original, de composició simètrica, destinava l’ala nord als nens i l’altra a les nenes. El primer director de l'escola fou Frederic Bosch i Serra, de la secció de nens, i Dolors Torregrossa i Moratones, de la de nenes. L'any 1917 s'hi va fer la instal·lació elèctrica. Durant la Guerra Civil va ser confiscat per la CNT i a un cop acabada la guerra s'hi van instal·lar les FET i JONS a la nau central. L’any 1967 s'hi va afegir una planta superior per allotjar noves aules.

## Descripció
Edifici civil de dues plantes. A la construcció original només hi havia una planta. Té un marcat eix de simetria en el qual hi ha la porta d'accés i l'escalinata que hi condueix. Tant aquest cos central com els dos cossos dels extrems laterals estan acabats amb uns coronaments superiors que no es troben a les dues ales horitzontals. L'edifici es caracteritza per l'ús de la totxana a sardinell i el ritme horitzontal marcat per les fileres de finestres rebaixades. Compta amb un patí frontal elevat que soluciona els problemes de desnivell del terreny.